# Jacques Geninasca
Jacques Geninasca (* 2. September 1930 in Freiburg im Üechtland; † 22. Mai 2010 in Neuenburg) aus Malvaglia war ein Schweizer Linguist und Literaturwissenschaftler.

## Leben
Er studierte Literatur in Neuenburg und Florenz, er promovierte zum Doktor phil. mit der Arbeit Analyse structurale des Chimères de Gérard de Nerval. Dann war er Lehrer am Gymnasium Neuenburg. Geninasca war Semiotiker der ersten Generation der Forschungsgruppe, die sich um Algirdas Julien Greimas herum bildete. Von 1970 bis 1995 war er als Dozent am Romanischen Seminar der Universität Zürich tätig. Mitbegründer der Association internationale de sémiotique und 1981 der Schweiz. Gesellschaft für Semiotik. Er wurde bekannt durch seine Studien über Stendhal, Charles Baudelaire, Arthur Rimbaud, Pierre Reverdy, Saint-John Perse und René Char.